# Edwin Abbott Abbott

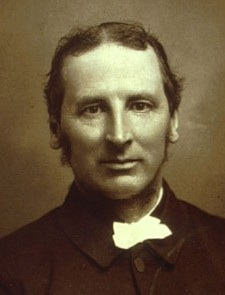
Edwin Abbott Abbott

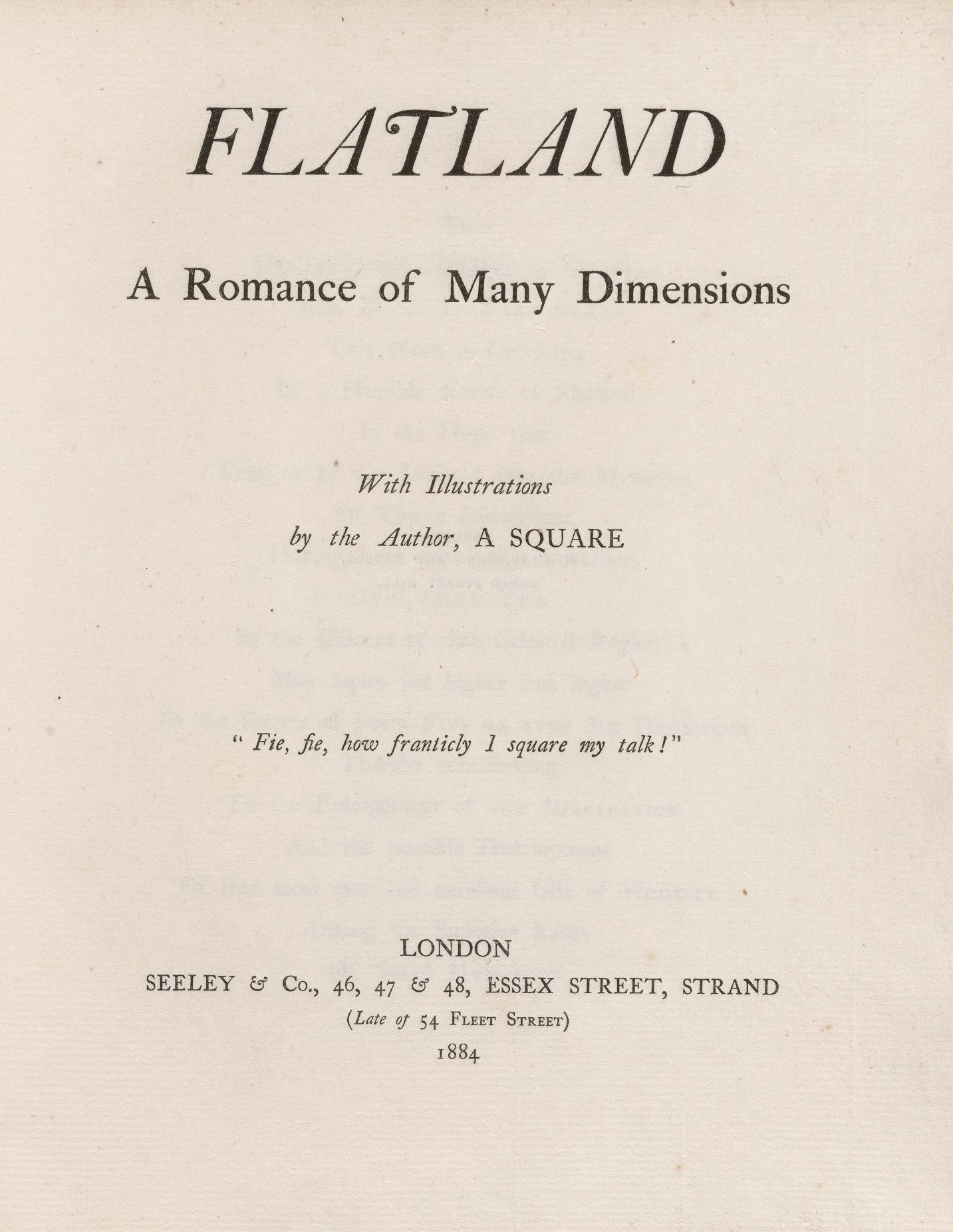
Strona tytułowa Flatlandii

Edwin Abbott Abbott, FBA (ur. 20 grudnia 1838 roku w Marylebone (Londyn), zm. 12 października 1926 roku w Londynie) – brytyjski pedagog, teolog i pisarz, autor powieści Flatlandia (1884).

## Życiorys
Edwin Abbott Abbott był najstarszym synem Edwina Abbotta (1808–1882), dyrektora Szkoły Filologicznej w Marylebone i jego żony, Jane Abbott (1806–1882). Jego rodzice byli kuzynami pierwszego stopnia.
Wykształcenie pobierał w City of London School oraz, w latach 1857–64, w St John’s College na Uniwersytecie Cambridge. W 1861 roku uzyskał licencjat zdając egzaminy w dziedzinie filologii klasycznej i matematyki. W roku 1862 ukończył także – z wyróżnieniem – teologię. W 1861 roku został laureatem nagrody Smitha . W tym samym roku przyjął święcenia diakońskie. W roku 1862 został przyjęty w poczet członków kolegium St John’s. W 1863 roku został księdzem. W tym czasie członkowie Kolegium byli zobowiązani do zachowania celibatu, więc chcąc poślubić Mary Elizabeth Rangeley z Unstone w Derbyshire, w roku 1863 Abbott roku musiał zrezygnować z członkostwa. Edwin i Mary mieli jednego syna i jedną córkę.
Po ukończeniu studiów magisterskich w szkole króla Edwarda w Birmingham w 1865 roku, w wieku dwudziestu sześciu lat, zastąpił G. F. Mortimera na stanowisku dyrektora londyńskiej szkoły City of London School, funkcję tę sprawował do 1889 roku. Tu nadzorował edukację m.in. przyszłego premiera Wielkiej Brytanii Herberta Henry'ego Asquitha (1852–1928). Za Abbotta szkoła jako jedna z pierwszych zaczęła nauczać filologię porównawczą, chemię i literaturę angielską.

Jego wielkość jako pedagoga przejawiała się po części w opracowywaniu nowych metod nauczania, po części zaś w inicjowaniu wielu innowacji w szkolnym programie nauczania, a częściowo także w tym, co można nazwać jedynie geniuszem nauczania. Mając szacunek dla nauk przyrodniczych nieczęsto spotykany wśród klasycznie wykształconych uczonych jego czasów, uczynił elementarną znajomość chemii obowiązkową na całym uniwersytecie.

W roku 1876 wygłosił na Uniwersytecie Cambridge wykłady z teologii chrześcijańskiej.
Odszedł na emeryturę w 1889 roku, poświęcił się badaniom literackim i teologicznym. Liberalne podejście Abbotta do teologii było widoczne zarówno w jego poglądach edukacyjnych, jak i w jego pracach książkowych. Wydana w roku (1870) Shakespearian Grammar stanowi ważny wkład w filologię angielską. W roku 1885 opublikował biografię Francisa Bacona. Wśród pism teologicznych znajdują się trzy anonimowo opublikowane powieści religijne: Philochristus (1878), będący próbą wywołania zainteresowania lekturą Ewangelii, Onesimus (1882) oraz Silanus the Christian (1908).

Pomimo słabej i delikatnej budowy, Abbott bez wysiłku utrzymywał dyscyplinę. Był imponującym kaznodzieją: na ambonie był śmiałym i oryginalnym wykładowcą zaawansowanych szerokich doktryn kościołów.

Inne dzieła Abbotta to: anonimowa teologiczna dyskusja The Kernel and the Husk (1886), Philomythus (1891), książka The Anglican Career of Cardinal Newman (1892) oraz artykuł „Ewangelie” w dziewiątym wydaniu Encyklopedii Britannica, w którym krytycznie spojrzano na świat teologiczny w Anglii. Napisał również St Thomas of Canterbury, his Death and Miracles (1898), Johannine Vocabulary (1905) i Johannine Grammar (1906).
Abbott był również autorem podręczników pedagogicznych, m.in. Via Latina: First Latin Bookz 1898 roku.
Abbott zmarł 12 października 1926 roku z powodu grypy w domu w Wellside, Well Walk w Hampstead i został pochowany na cmentarzu Hampstead.

## Flatlandia
Najbardziej znanym dziełem Abbotta jest jego powieść Flatlandia z 1884 roku: (właśc. „Flatlandia: Powieść o wielu wymiarach”; ang. Flatland: A Romance of Many Dimensions), opisująca świat dwuwymiarowy i zgłębiająca naturę wymiarów. Często była klasyfikowana jako fantastyka naukowa.
Wraz z pojawieniem się współczesnej fikcji naukowej od lat 50. XX wieku, Flatlandia stała się ponownie popularna, szczególnie wśród fanów science fiction i cyberpunka . Powieść zainspirowała autorów wielu utworów, w tym sekwencji i filmów krótkometrażowych .

## Publikacje
- Shakespearian Grammar (1870)[1]
- English Lessons for English People (1871)[1]
- How to Write Clearly (1872)[1]
- Bacon and Essex (1877)[1]
- Philochristus (1878)[1]
- Onesimus: Memoirs of a Disciple of Paul (1882)[1]
- Flatland: a romance of many dimensions (1884)[1]
- Francis Bacon: An Account of His Life and Works (1885)
- The Kernel and the Husk (1886)[5]
- Philomythus (1891)[5]
- The Anglican Career of Cardinal Newman (1892)[5]
- St Thomas of Canterbury, his Death and Miracles (1898)[5]
- Johannine Vocabulary (1905)[1]
- Johannine Grammar (1906)[1]
- Silanus the Christian (1906)[1]